# Tadeusz Korzon
Tadeusz Korzon (Minsk, 9 novembre 1839 – Varsavia, 18 marzo 1918) è stato uno storico polacco, specializzato in storia della Polonia.

## Biografia
Korzon nacque da genitori polacchi in Lituania, e da giovane ha studiato legge all'Università di Mosca.
Prese parte alla Rivolta di Gennaio (1863-1865) dei polacchi contro l'occupazione russa (spartizioni della Polonia) organizzando appoggi ai patrioti polacchi. Dopo la sconfitta della rivolta fu condannato a morte, poi cambiata con l'esilio a Orenburg fino al 1867. In seguito, dal 1869, visse a Varsavia, dove divenne uno degli insegnanti all'Università volante. Dall'aprile 1897 fu bibliotecario presso la Biblioteka Ordynacja Zamojska, aperta dal 1º luglio dello stesso anno. Dal 1903 fu membro dell'Accademia Polacca della Cultura (Polska Akademia Umiejętności, abbreviato PAU).

## Opere
- Kurs historyi wieków średnich (Il corso della storia del Medioevo) (Varsavia, 1871),
- Nowe dzieje starożytnej Mezopotamii i Iranu (Nuova storia dell'antica Mesopotamia e Iran) (1872),
- Historycy pozytywiści i Poranek filozofii greckiej (Positivisti storici e la filosofia greca) (Bibl. Varsavia),
- Ludzie prehistoryczni (Persone nella preistoria) (Tygodn. Illustrow.),
- Historyja starożytna (La storia antica) (Varsavia, 1876),
- Stan ekonomiczny Polski w latach 1782—1792 (Situazione economica polacca negli anni 1782-1792) (Ateneum, 1877),
- O życiu umysłowym Grecyi (La vita intellettuale della Grecia) (Tygodn. Illustrow.),
- Historyk wobec swego narodu i wobec ludzkości (Lo storico alla sua nazione e all'umanità) (1878)
- Wewnętrzne dzieje Polski za Stanisława Augusta, 1764—94, badania historyczne ze stanowiska ekonomicznego i administracyjnego (storia polacca durante il regno del re Stanislao Augusto ricerca storica con le situazioni economiche e amministrative) (Cracovia, tom I, 1882; tom II, 1883; tom III, 1884; tom IV, część 1., 1885; tom IV, część 2. i zamknięcie, 1886; wydanie drugie w 7 tomach z zamknięciem (seconda edizione chiusa in 7 volumi), Varsavia, 1897-1899),
- Grunwald, ustęp z dziejów wojennych Polski (Grunwald, il punto nella storia della guerra polacca) (Varsavia, 1910)
- Dzieje wojen i wojskowości w Polsce (Guerre e storia militare in Polonia) (Cracovia 1912)
- Kościuszko. Bibliografia z dokumentów wysnuta (Kosciuszko. Bibliografia e documentazione) (Cracovia 1894)

Il suo primo lavoro è legato al sistema francese e inglese delle pene ed è stato pubblicato nel 1861. Il suo lavoro principale è stato pubblicato dall'Accademia delle scienze di Cracovia "Wewnętrne dzieje Polski za Stanislawa-Augusta, 1764-1794" (1882 - 1886) (4 tomi) e ha fornito molti nuovi dettagli statistici, amministrativi ed economici sulla vita interna della Polonia del XVIII secolo. Uno dei suoi ultimi lavori è stato il "Dzieje wojen i wojskowości w Polsce" (3 tomi) pubblicato nel 1912.